# 小行星9798
小行星9798（英語：9798）是一颗围绕太阳公转的小行星。1996年5月8日，上田清二、金田宏在钏路市发现了此天体。
这颗小行星的绝对星等为259.2694427729172等。